# Victor Lemberechts
Victor 'Torreke' Lemberechts (Mechelen, 18 mei 1924 – 24 juni 1992) was een Belgische voetballer.
Hij was zijn hele loopbaan actief bij KV Mechelen.  Torreke speelde als zogenaamde 'rechtsbuiten' in het toenmalige WM-systeem bij KV Mechelen, dat toen nog FC Malinois heette. In totaal scoorde Lemberechts 128 keer voor FC Malinois in 346 wedstrijden. Hij speelde ook drie keer kampioen met de ploeg, te weten in de seizoenen 1942/1943, 1945/1946 en 1947/1948.
Ook bij de nationale ploeg was Torreke succesvol: hij speelde 42 interlands en scoorde 14 keer. Hij was ook van de partij in 1950 toen België met 7-2 won van Nederland. Op 10 mei 1947 werd hij als enige Belg uitgekozen om met een Europese ploeg in Glasgow tegen Groot-Brittannië te spelen.
In 1955 speelde hij zijn laatste interland.
Na zijn carrière hield Lemberechts café Glasgow open op de Grote Markt van Mechelen, dat al meer dan een halve eeuw eigendom is van zijn familie.  Zijn hele leven lang bleef hij bevriend met de geprezen spits van FC Malinois Bert De Cleyn.
In 2004 werd Lemberechts derde in de zoektocht naar de Mechelse voetbaltrots van de eeuw.